# Słomów Kościelny
Słomów Kościelny [pronunciación en polaco: /ˈswɔmuf kɔɕˈt͡ɕelnɨ/] es un asentamiento ubicado en el distrito administrativo de Gmina Przykona, dentro del Distrito de Turek, Voivodato de Gran Polonia, en el oeste de Polonia central. Se encuentra aproximadamente a 4 kilómetros al noreste de Przykona, a 12 kilómetros al este de Turek, y a 128 kilómetros al este de la capital regional Poznań.